# European National Panels
European National Panels je společný projekt tří výzkumných agentur – STEM/MARK, NMS Market Research a Nielsen Admosphere – a sdružuje národní panely, které fungují jako online panely, v dalších pěti zemích světa. Pod jeho křídla patří Český národní panel v České republice, Slovenský národný panel na Slovensku, Polski panel narodowy v Polsku, Magyar Orzsagos Panel v Maďarsku a Bulgarski Nacionalen panel v Bulharsku.
European Nationa Panels slouží jako zdroj respondentů pro sociologické a marketingové výzkumy v České republice, na Slovensku, v Polsku, Maďarsku a Bulharsku. Díky detailním výběrovým kritériím v několika oblastech umí identifikovat relevantní respondenty a najít těžko dosažitelné cílové skupiny. Klienty a zadavateli těchto výzkumů jsou jak české, tak i zahraniční výzkumné agentury, univerzity, výzkumná pracoviště i státní instituce. 
Vzhledem k tomu, že se jedná o subjekt, který se účastní výzkumu trhu a veřejného mínění, dodržuje European National Panels standardy SIMAR a ESOMAR.
V období současné pandemie onemocnění covid-19 spustili European National Panels projekt s názvem National Pandemic Alarm, který monitoroval postoje a nálady lidí v tomto nepříznivém a náročném období ve všech pěti zemích (Česká republika, Slovensko, Polsko, Maďarsko, Bulharsko). Projekt byl spuštěn 16. března 2020 a kontinuálně probíhal až do června 2020. Všechny jeho vlny a data z nich jsou k dispozici na stránkách výzkumného projektu.

## Vznik společnosti
Společnost byla založena v roce 2012 spojením online panelů tří výzkumných mateřských agentur, v tomto roce vznikl Český národní panel a Slovenský národní panel. V roce 2016 byl založen národní výzkumný panel v Polsku (Polski panel narodowy), v roce 2018 započala společnost spolupráci v Maďarsku (Magyar Orzsagos Panel) a v roce 2019 vznikl výzkumný panel v Bulharsku (Bulgarski Nacionalen Panel).